# Stenocranus pseudopacificus
Stenocranus pseudopacificus är en insektsart som beskrevs av Frederick Arthur Godfrey Muir 1916. Stenocranus pseudopacificus ingår i släktet Stenocranus och familjen sporrstritar. Inga underarter finns listade i Catalogue of Life.